# ويل إينمان (لاعب كرة قاعدة)
ويل إينمان (بالإنجليزية: Will Inman)‏ هو لاعب كرة قاعدة أمريكي، ولد في 6 فبراير 1987 في دانفيل في الولايات المتحدة.

## وصلات خارجية
- ويل إينمان على موقعبيزبول رفرنس.كوم (الدوري الثانوي) (الإنجليزية)